# ریشارد گلز
ریشارد گلز (انگلیسی: Richard Golz؛ زادهٔ ۵ ژوئن ۱۹۶۸) بازیکن فوتبال اهل آلمان است.
از باشگاه‌هایی که در آن بازی کرده‌است می‌توان به باشگاه فوتبال فرایبورگ، باشگاه فوتبال هامبورگ، و باشگاه فوتبال هانوفر ۹۶ اشاره کرد.
وی همچنین در تیم ملی فوتبال زیر ۲۱ سال آلمان بازی کرده‌است.